# Сельское поселение «Ононское» (Оловяннинский район)
Се́льское поселе́ние «Ононское» — муниципальное образование в Оловяннинском районе Забайкальского края Российской Федерации.
Административный центр — село Ононск.

## История
Статус и границы сельского поселения установлены Законом Читинской области от 19 мая 2004 года «Об установлении границ, наименований вновь образованных муниципальных образований и наделении их статусом сельского, городского поселения в Читинской области»
Закон Забайкальского края от 25 декабря 2013 года:

## Население
| 2010 | 2011 | 2012 | 2013 | 2014 | 2015 | 2016 |
| ---- | ---- | ---- | ---- | ---- | ---- | ---- |
| 847  | ↘829 | ↘827 | ↘802 | ↘779 | ↘769 | ↘765 |
| 2017 | 2018 | 2019 | 2020 | 2021 |      |      |
| ↘748 | ↘741 | ↘726 | ↘715 | ↘705 |      |      |

## Состав сельского поселения
| № | Населённый пункт | Тип населённого пункта       | Население |
| - | ---------------- | ---------------------------- | --------- |
| 1 | Верхний Ононск   | село                         |           |
| 2 | Кулинда          | село                         | ↘179      |
| 3 | Ононск           | село, административный центр | ↘529      |